# قورولتای
قورولتای شورای سیاسی و نظامی از سران و خان‌های مغول باستان بود. ریشه این کلمه به زبان پیش مغولی *kura-، *kurija- «جمع‌آوری، جمع کردن» است.
در لغتنامه دهخدا در مدخل قوریلتای (قورولتای) به لغت مغولی مجمع عظیم بود که برای مشاوره و کنکاش انعقاد یابد. تفسیر شده است. و در مدخل قوریلتای از فرهنگ عمید به انجمن بزرگ امرای مغول برای کنکاش و گفتگو در امری مهم تعبیر شده است.
می‌توان قورولتای را به نوعی مجلس قانون‌گذاری محسوب می‌شود. گردهمایی به منظور مشورت یا حل و فصل اختلافات که میان چندین ایل بزرگ مغول که به‌طور معمول به دعوت ایلخان یا ریش‌سفیدان قبایل رخ می‌دهد. تصمیمی که در این جمع گرفته شود خود به خود جنبه رسمی گرفته تمام ایل‌ها، ایلچه‌ها و اوبه‌ها موظف به دفاع از آن هستند. اکثر خان‌های مغول همچون چنگیز خان در قورولتای منتخب می‌شدند. در کاربرد مدرن این واژه به معنی گردهم‌آیی مجلس شورا و پارلمان نیز در گروه‌های سیاسی مختلف استفاده می‌شود.